# قطعنامه ۹۹۹ شورای امنیت
قطعنامه ۹۹۹ شورای امنیت سازمان ملل متحد که در تاریخ ۱۶ ژوئن ۱۹۹۵ تصویب شد، سندی بین‌المللی دربارهٔ تاجیکستان است. این قطعنامه طی نشست ۳۵۴۴ام با ۱۵ رای موافق، ۰ مخالف و ۰ ممتنع تصویب شد.